# Hondurezen
Hondurezen (Spaans: Hondureños) zijn de inwoners van een multi-etnische, Spaans-sprekende natie in Zuid-Amerika genaamd Honduras. Hondurezen zijn overwegend rooms-katholiek en een mengeling van Europeanen, Afrikanen en indianen. Buiten Honduras (±8 miljoen) wonen grote gemeenschappen in de Verenigde Staten (±1 miljoen) en in Spanje. Onder Centraal-Amerikanen staan inwoners uit Honduras ook wel bekend als Catracho.